# Eutropius van Saintes

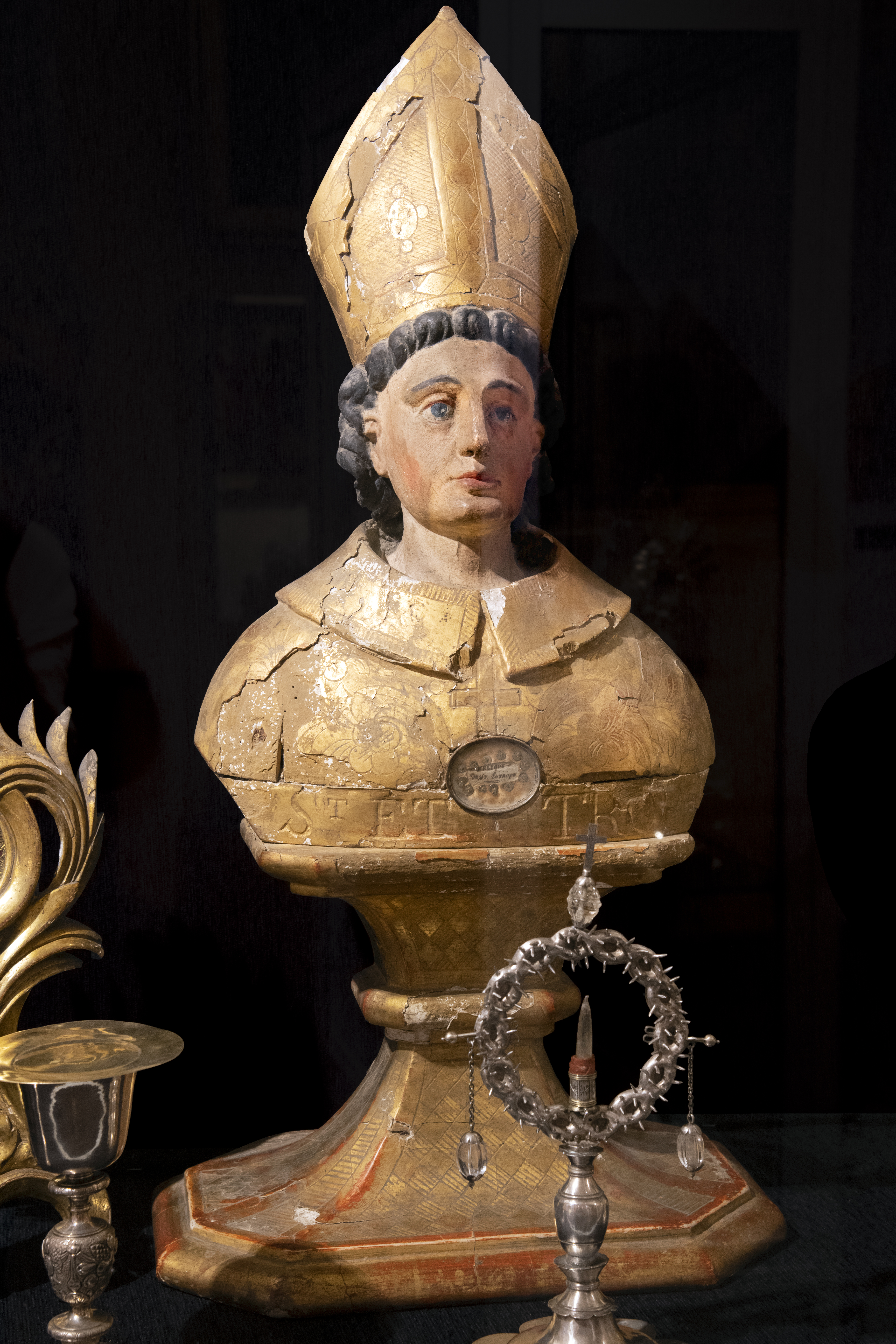
Reliekbuste van Eutropius in het museum van Rabastens

Eutropius van Saintes (Frans: Saint-Eutrope) † ca 100 (?), † ca 250 (?), martelaar (?), wordt vereerd als de eerste bisschop van Saintes in het departement Charente-Maritime, Frankrijk. Zijn feestdag is 30 april.

## Vroegste vermelding
Over de historische Eutropius is nauwelijks iets met zekerheid bekend. De vroegste vermeldingen dateren uit de 6e eeuw. De dichter Venantius Fortunatus (ca. 536-610) noemt hem rond 576 als de eerste bisschop van Saintes, echter zonder melding te maken van een martelaarschap. Gregorius van Tours (ca 538- 594) schrijft rond 587 in zijn boek De gloria martyrum (I. 56), over de glorie van de martelaren, dat Eutropius door paus Clemens († 99 of 101) tot bisschop was gewijd en als missionaris naar Gallië was gestuurd. In Saintes was hij de marteldood gestorven, maar de ware toedracht van zijn dood was in de loop der tijd in vergetelheid geraakt. Bij de overbrenging van zijn relieken naar een nieuwe kerk in Saintes door bisschop Palladius (ca. 530-ca. 598) werd zijn sarcofaag geopend en bleek zijn schedel door de slag van een bijl doorkliefd. Eutropius zou zelf - nog steeds aldus Gregorius van Tours - in een verschijning aan hooggeplaatste clerici hebben bevestigd dat hij met een bijl door de ongelovigen was gedood. In feite stelt Gregorius hiermee vast dat het martelaarschap van Eutropius vóór het einde van de 6e eeuw onbekend was en dat hij sinds bisschop Palladius de status van martelaar had.

## Latere legendevorming
In de loop van de tijd is een web van legendes over het leven en sterven van Eutropius ontstaan. Een vroege optekening vinden we de gids voor de pelgrim, boek 5 van de Codex Calixtinus (samengesteld ca 1140). De schrijver adviseert pelgrims die langs de Via Turonensis, de route van Tours naar de Pyreneeën, op weg zijn naar Santiago de Compostela om in Saintes een bezoek te brengen aan het ‘eerbiedwaardig lichaam van de gelukzalige bisschop en martelaar Eutropius’. Daarbij voegt hij een vita en passio, een levensbeschrijving en lijdensverhaal van Eutropius. Onbekend is wie deze tekst heeft geschreven en waar en wanneer deze is ontstaan.
Eutropius is - aldus de gids voor de pelgrim - iemand van heidense, hoge Perzische afkomst. Aangetrokken door de roem van Jezus Christus trekt hij naar Palestina, waar hij getuige is van verschillende wonderen en de intocht van Jezus in Jeruzalem op palmpasen. Na Christus’ kruisdood keert hij terug naar zijn vaderland. Uiteindelijk voegt hij zich bij de apostelen en de eerste discipelen, waarna hij in opdracht van de apostel Petrus naar Saintes vertrekt om daar het evangelie te verkondigen. Ontmoedigd door het aanvankelijke gebrek aan succes keert hij terug naar Rome. Op aandrang van Petrus’ opvolger, Clemens, keert hij naar Saintes terug. Vervolgens bekeert hij veel mensen, onder hen ook Eustella, de dochter van de Romeinse bestuurder van de stad. Haar vader verstoot haar en Eustella gaat wonen in de buurt van het eenvoudige onderkomen van de bisschop. In woede ontstoken organiseert haar vader een aanslag op Eutropius. Een menigte heidenen martelt Eutropius en uiteindelijk doorklieft een man met een bijl zijn hoofd. Eustella en andere christenen begraven diens stoffelijke resten in zijn hut. Dit graf wordt een plaats van verering, ook door de vele wonderen die Eutropius bewerkstelligt. Uiteindelijk sterft ook Eustella de marteldood vanwege haar christelijk geloof en weigering met een niet-christelijke man te trouwen. Zij wordt begraven in de nabijheid van Eutropius.
Volgens andere legendes komt Eutropius in Gallië aan met de boot die Maria Magdalena naar Saintes-Maries-de-la-Mer bracht. Volgens weer andere was hij een metgezel van de heilige Dionysius (Saint-Denis), bisschop van Parijs, die overigens in de overleveringen in de eerste helft van de 3e eeuw wordt gesitueerd. Ook over zijn herkomst wordt verschillend gedacht. Volgens sommigen was Eutropius een Romein van geboorte.

Er zijn geen historische bronnen die al deze geschiedenissen staven. Wel passen ze in de hagiografische tradities in Frankrijk, die de stichters van bisdommen graag plaatsten in de onmiddellijk omgeving van Christus en de apostelen of in gezelschap van beroemde heiligen als Dionysius, later de patroonheilige van Frankrijk.

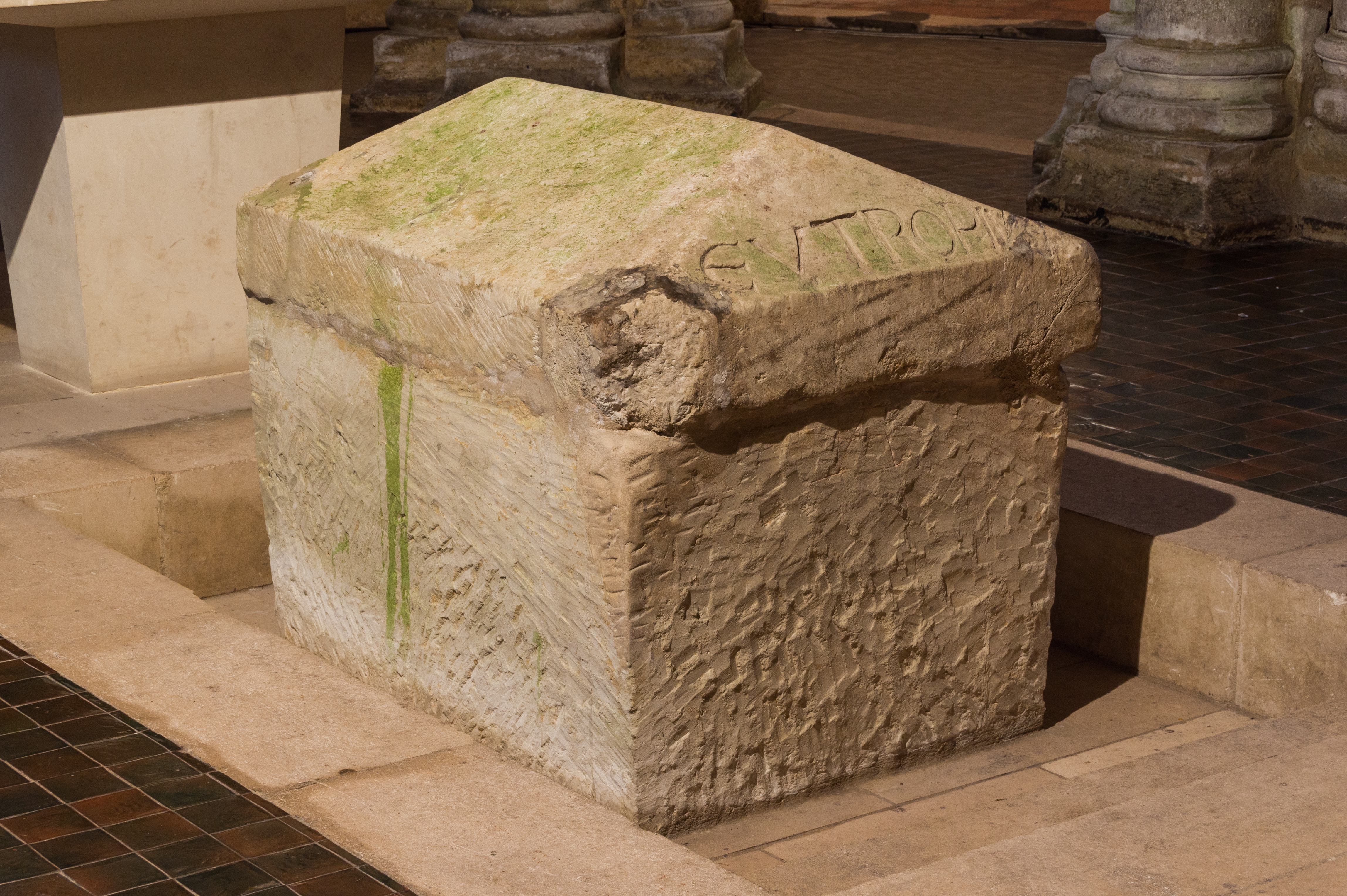
Sarcofaag van Eutropius in de Basilique Saint-Eutrope in Saintes

## Graftombe
In 1843 werd in de crypte van de Basilique Saint-Eutrope de Saintes een sarcofaag met als opschrift EUTROPIUS herontdekt en teruggeplaatst. Deze sarcofaag was tussen 1562 en 1570, tijdens de Franse Godsdienstoorlogen, in een ruimte onder de vloer van de crypte verborgen. Er is discussie onder geleerden over de vraag of deze sarcofaag dateert uit de 5e-6e eeuw, dan wel uit de late 11e eeuw, toen de huidige crypte werd gebouwd.

## Verering in Frankrijk
De cultus van Eutropius verspreidde zich breed in het Westen en Zuidwesten van Frankrijk.

## Afbeeldingen
Middeleeuwse afbeeldingen van Eutropius zijn schaars. In 1986 is in de aan Eutropius gewijde kerk van Les Salles-Lavauguyon een romaanse frescocyclus ontdekt met daarop onder andere het lijdensverhaal van Eutropius. Ook zijn miniaturen uit middeleeuwse heiligenkalenders bekend. Uit latere eeuwen zijn er beelden en gebrandschilderde ramen. Eutropius wordt meestal getoond als bisschop, getooid met bisschopsstaf en mijter. Soms draagt hij de tekenen van zijn martelaarschap in de vorm van een bijl of - meer abstract - een palmtak.

## Weerspreuk
Saint-Eutrope mouillé, cérises estropiées; (30 april, de feestdag van) "Sint Eutropius doorweekt, rotte kersen gekweekt".